# Rhenus Home Delivery
Die Rhenus Home Delivery GmbH ist ein deutscher Logistikdienstleister mit Sitz in Holzwickede. Das Unternehmen ist auf die Belieferung von Endkunden im 1- und 2-Mann-Handling mit großen und sperrigen Waren auf der Letzten Meile bis an den Ort der Verwendung spezialisiert. Die GmbH ist eine Tochtergesellschaft der Rhenus SE & Co. KG. Rhenus Home Delivery ist im Hinblick auf die Länderabdeckung europäischer Marktführer für Home-and-Living-Logistik auf der Letzten Meile. Neben Rhenus High Tech gehört Rhenus Home Delivery zum Geschäftsfeld Special Delivery.

## Geschichte
Der Geschäftszweig Home Delivery entstand 2004 mit dem Einstieg bei der Iwanter GmbH. Hiermit weitete Rhenus ihre Aktivitäten auf den Bereich Handelslogistik für die Endkundenbelieferung sowie auf die Montage von Möbeln und Großgeräten aus. 2009 wurde die Rhenus Home Delivery GmbH gegründet.  2010 folgte der Start der Xpress-Sparte für Ad-hoc-Transporte. 2012 übernahm Rhenus Home Delivery 100 Prozent der Anteile am auf die Auslieferung sperriger Güter im B2B-Segment spezialisierten Möbellogistiker Inntralog. Unter dem Unternehmensnamen Rhenus Delivery Services ist Rhenus Home Delivery seit 2014 auch in Polen aktiv. 2017 folgte die Übernahme des britischen Dienstleisters für das 2-Mann-Handling Network 4 Home Delivery. Hiermit trat Rhenus Home Delivery mit Standorten in Manchester, Milton Keynes sowie im Londoner Großraum als neuer Marktteilnehmer in das Segment der Endkundenbelieferung in Großbritannien ein. Ebenfalls im Jahr 2017 übernahm Rhenus Home Delivery in Deutschland die Spedition Arand, die auf die Zustellung von Weißer Ware spezialisiert war. 2018 erwarb Rhenus Home Delivery die niederländische Spedition Jos Dusseldorp. Von diesem Zeitpunkt an ermöglichte das Unternehmen eine Lieferung an Kunden in den Benelux-Ländern.
Mit der Eröffnung eines gemeinsamen, 14.000 Quadratmeter Lagerfläche umfassenden Zentrallagers im hessischen Niederaula im Jahr 2022 erweiterten Rhenus Home Delivery und Rhenus High Tech ihr Netzwerk für die B2B- und Endkundenbelieferung deutschlandweit. Im Dezember 2022 beteiligte sich Rhenus Home Delivery mit 49,9 Prozent an der iberischen Logistikgruppe Grupo Totalmédia, die auf Lösungen für großvolumige Sendungen und Montageleistungen spezialisiert ist, und wurde europäischer Marktführer im Handling von Home-and-Living-Waren. 2023 eröffnete Rhenus Home Delivery ein Distributionszentrum sowie eine Trainingsakademie im Magna Park in der englischen Gemeinde Lutterworth, um in Großbritannien zu expandieren.

## Standorte
Rhenus Home Delivery unterhält ein globales Netzwerk mit rund 100 Standorten in insgesamt 11 Ländern und hat Zugang zu drei weiteren nationalen Partnernetzwerken.

## Dienstleistungen
Rhenus Home Delivery liefert Möbel, Weiße und Braune Ware sowie Garten- und Sportgeräte im 2-Mann-Handling sowie kleinere Sendungen im 1-Mann-Handling. Damit verbundene Services sind Online-Terminvereinbarung, Avisierung, Auslieferung, Montage, Installation sowie die Entsorgung von Altgeräten und Verpackungen.